# Lobularia canariensis
Lobularia canariensis é uma espécie de planta com flor pertencente à família Brassicaceae. 
A autoridade científica da espécie é (DC.) L. Borgen, tendo sido publicada em Opera Botanica 91: 66. 1987.

## Portugal
Trata-se de uma espécie presente no território português, nomeadamente os seguintes táxones infraespecíficos:
- Lobularia canariensis subsp. rosula-venti - presente no Arquipélago da Madeira. Em termos de naturalidade é endémica da região atrás referida. Não se encontra protegida por legislação portuguesa ou da Comunidade Europeia.
- Lobularia canariensis subsp. succulenta - presente no Arquipélago da Madeira. Em termos de naturalidade é endémica da região atrás referida. Não se encontra protegida por legislação portuguesa ou da Comunidade Europeia.

No Arquipélago da Madeira, estas duas subespécies ocorrem nas Ilhas Selvagens de onde são endémicas. Não ocorrem na Ilha da Madeira, no Porto Santo e nas Desertas.